# Iodes balansae
Iodes balansae är en tvåhjärtbladig växtart som beskrevs av François Gagnepain. Iodes balansae ingår i släktet Iodes och familjen Icacinaceae. Inga underarter finns listade i Catalogue of Life.